# Cyllognatha affinis
Cyllognatha affinis là một loài nhện trong họ Theridiidae.
Loài này thuộc chi Cyllognatha. Cyllognatha affinis được Lucien Berland miêu tả năm 1929.